# Ffrr

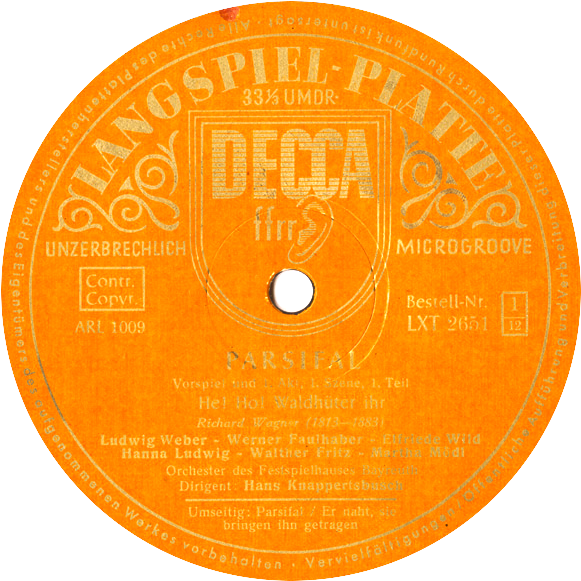
ffrrの表記があるレコード・レーベル面。耳をかたどったマークが描かれている。ワーグナー：『パルジファル』ハンス・クナッパーツブッシュ指揮、バイロイト祝祭管弦楽団・合唱団、1951年録音。

ffrr (Full Frequency Range Recording、全周波数帯域録音) は、英デッカが開発した、高音質ハイファイ録音の略称および登録商標（日本第442035号ほか）である。

## 概略
第二次世界大戦勃発直前の1941年頃に潜水艦ソナー開発の一翼を担い、その際に、潜水艦の音を聞き分ける目的として開発され、当時としては画期的な高音質録音方式であった。1945年には高域周波数特性を12kHzまで伸ばしたffrr仕様のSP盤を発売し、1950年6月には、ffrr仕様の初のLP盤を発売する
特にLP時代には、この仕様のLPレコードの音質の素晴らしさは他のLPと比べて群を抜く程素晴らしく、当時のハイファイ・マニアやレコード・マニアに大いに喜ばれ、「英デッカ=ロンドンのffrrレコードは音がいい」と定着させた。
日本では、1954年1月にキングレコードから初めて、ffrr仕様のLP盤が発売された。
1958年7月には、その技術を受け継いだステレオ・レコードであるffss(Full Frequency Stereophonic Sound 全周波数立体音響)を発表、発売。そのハイファイ録音にステレオ感の良さが加わり、「ステレオはロンドン」というイメージを決定づけた。